# Вудс, Скип
Скип Вудс (англ. Skip Woods; род. 4 декабря 1969 года) — американский сценарист, продюсер и режиссёр. Он наиболее известен культовым фильмом «Кровавый четверг», сценарием к фильму «Пароль „Рыба-меч“» и адаптацией серии компьютерных игр под названием «Хитмэн». Он живёт в Остине, Техас.
Вудс также является партнёром Wetwork Tactical, LLC — фирмы по обращению с оружием и консалтингом тактики — с бывшим членом сил специального назначения Армии США Джимми Литтлфилдом.

## Фильмография
| Год  | Название                                    | Ориг. название           | Указан как                      |
| ---- | ------------------------------------------- | ------------------------ | ------------------------------- |
| 1998 | Кровавый четверг                            | Thursday                 | режиссёр, сценарист, сопродюсер |
| 2001 | Пароль «Рыба-меч»                           | Swordfish                | сценарист, сопродюсер           |
| 2007 | Хитмэн                                      | Hitman                   | сценарист                       |
| 2009 | Люди Икс: Начало. Росомаха                  | X-Men Origins: Wolverine | сценарист                       |
| 2010 | Команда-А                                   | The A-Team               | сценарист                       |
| 2013 | Крепкий орешек: Хороший день, чтобы умереть | A Good Day to Die Hard   | сценарист                       |
| 2014 | Саботаж                                     | Sabotage                 | сценарист                       |
| 2015 | Хитмэн: Агент 47                            | Hitman: Agent 47         | сценарист                       |